# عقاب (طائر)
العُقاب (كلمة مؤنثة جمعها عِقْبَان) هو اسم عام لعديد من الطيور الجارحة الكبيرة التي تتبع رتبة بازيات الشكل وفصيلة البازية، وله أكثر من واحد وستين نوعًا تعيش معظمها في أوراسيا وإفريقيا، ويوجد خارج هذه المنطقة نوعان يعيشان في الولايات المتحدة وكندا هما العقاب الرخماء والعقاب الذهبية، وتسعة أنواع في أواسط أمريكا وجنوبها، وثلاثة أنواع في أستراليا، وهناك أنواع عدة من العقبان توجد في الفلبين. تسمى أنثى العقاب باللَّقْوة أو اللِّقْوَة ويسمى صغيرها بالتُّلَج أو التُلْد أو الهَيْثَم.

## التسمية
كَلِمَة عُقَاب مُشْتَقَّةٌ مِنْ الفعل عَقَبَ بمعنى جَاءَ بَعْدَ أَوْ تَلَّى ، سُمِّي كَذَلِكَ لِأَنَّهُ يٓعْقُبُ الفَرِيسَة. أَيْ أَنَّهُ قَبْلَ الانْقِضاضِ بلحظات عَلَى فَرِيسَتِهِ يَكُون خَلْفهَا مُبَاشَرَة أَيْ عَقُبَهَا.[بحاجة لمصدر]
العُقاب (كلمة مؤنثة جمعها عِقْبَان) هو اسم عام لعديد من الطيور الجارحة الكبيرة التي تتبع رتبة بازيات الشكل وفصيلة البازية، وله أكثر من واحد وستين نوعًا تعيش معظمها في أوراسيا وإفريقيا، ويوجد خارج هذه المنطقة نوعان يعيشان في الولايات المتحدة وكندا هما العقاب الرخماء والعقاب الذهبية، وتسعة أنواع في أواسط أمريكا وجنوبها، ... يُطلق الكثيرُ من الناس اسمَ النسر على العقاب خطأً؛ ولعل السبب في ذلك هو ترجمة الكتاب المقدس، فكلمة النسر يقابلها في هذا الكتاب "נֶשֶׁר" (تلفظ "نَشَر") بالعبرية و αετός (aetós) باليونانية و Aquila باللاتينية و Aigle بالفرنسية (حيث أن التسميات الثلاثة الأخيرة تعني "العُقاب") وهكذا، مع أن النسر يقابله (γυπς (Gyps باليونانية و Vultur باللاتينية، إن بعض اليونانيين ومنهم مترجمي الكتاب المقدس إلى اليونانية توسعوا في لفظة αετός وأطلقوها على هذين الطائرين دون تمييز بينهما، حيث جاء في ميخا 16:1: «وسّعي قرعتك كالنسر» وفي متى 28:24: «حيث تكون الجثة فهناك تجتمع النسور»، فاللفظة العربية صحيحة وفي محلها في هاتين الآيتين يقابلها נֶשֶׁר بالعبرية لأن هذا الوصف لا ينطبق على العقاب بل ينطبق على النسر المسمى عندهم γυπς، فهذا الأخير هو طائر جبان لا ينقض على فريسته إلا أن تموت أو يصطادها حيوان آخر ثم يتركها، والمسمى αετός لا يقع على الجيف إلا مضطرًا. لعل العبرانيين توسعوا في لفظة נֶשֶׁר أيضًا، أما العرب فالنسر والعقاب عندهم طائران مختلفان من عهد شعراء الجاهلية.
هناك احتمال آخر حول سبب الاختلاط بين الاسمين، ففي التفكير الغربي والأمريكي على وجه الخصوص نجد الطير المسمى (بالإنجليزية:eagle) يتصدر كثيرًا من الشعارات، فهو يوجد على كثير من شعارات الحكومة الأمريكية وإداراتها المختلفة، ويظهر في كثير من قصص الأطفال كالنسر الذهبي مثلاً، كما يستخدم في الأدب الأمريكي أيضًا كرمز للحرية والانطلاق والعلو. ولما احتك العرب بالأمريكيين ترجموا اسم هذا الطير بالنسر وأخذوا معه استخدامه في الأدب والكتابة كرمز لصفات إيجابية. لكن حدث خطأ فادح هنا في الترجمة إلى العربية، إذ أن الطير المسمى (بالإنجليزية:eagle) ليس هو النسر إطلاقًا وانما هو العقاب كما هي الترجمة الصحيحة له، أما النسر فهو الذي يطلق عليه في (بالإنجليزية :vulture) وتصفه المعاجم الإنجليزية بما ينطبق على وصفه في العربية.

## الهيئة والشكل
العِقْبان طيور جارحة ضخمة وقوية البنية، ولها رؤوس ومناقير كبيرة، وحتى أصغر العقبان حجمًا لها أجنحة طويلة وعريضة وتستطيع الطيران بسرعة كبيرة. وكباقي الطيور الجارحة، فإن للعقبان مناقير معقوفة ضخمة تستخدمها لتمزيق اللحم عن فريستها، ولها أقدام بعضلات قوية ومخالب خارقة. أما مناقيرها فتعتبر الأثقل من بين الطيور الجارحة، ولها أيضًا بصر حاد للغاية، والذي يمكّنها من تحديد مكان الفريسة من مسافة بعيدة جدًا.
تبني العقبان أعشاشها عادةً على الأشجار الطويلة أو الحافات الجبلية العالية، وتضع معظم الأنواع بيضتين في آن واحد، فيقوم الصغير الأكبر عمرًا والأثقل وزنًا بقتل أخيه الأصغر بعد أن يفقس مباشرة، ويكون الفرخ المهيمن عادة أنثى، لأن الإناث أكبر حجمًا من الذكور، ولا يقوم الأبوان بأي عمل لإيقاف القتل.

## الأنواع

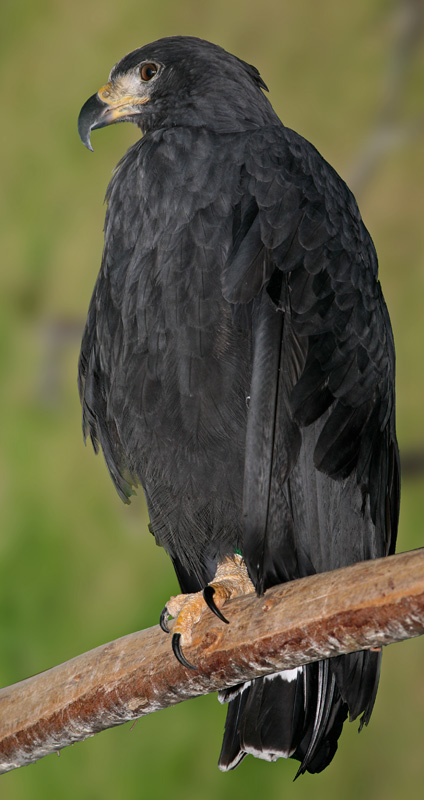
العقاب الجبلية المنعزلة

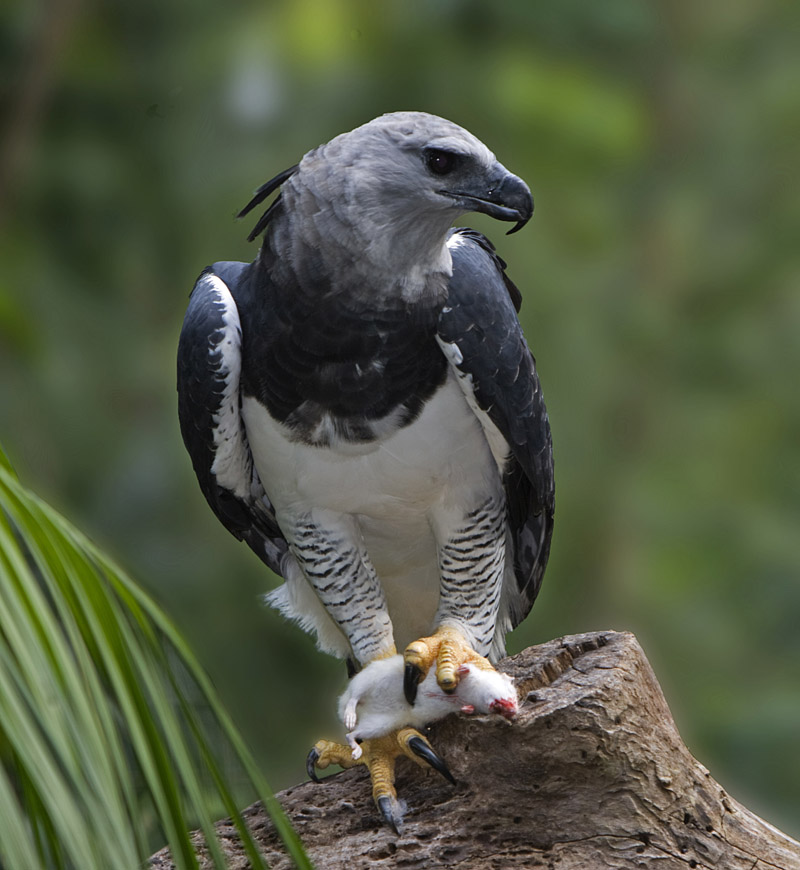
العقاب المخادعة

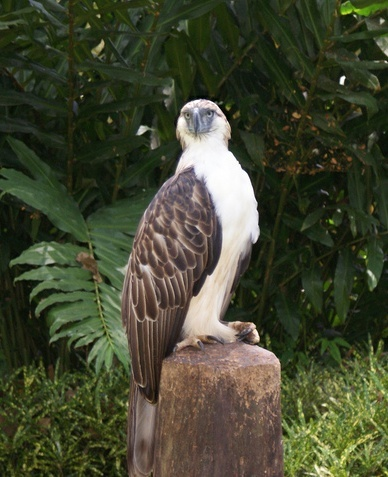
العقاب الفلبينية

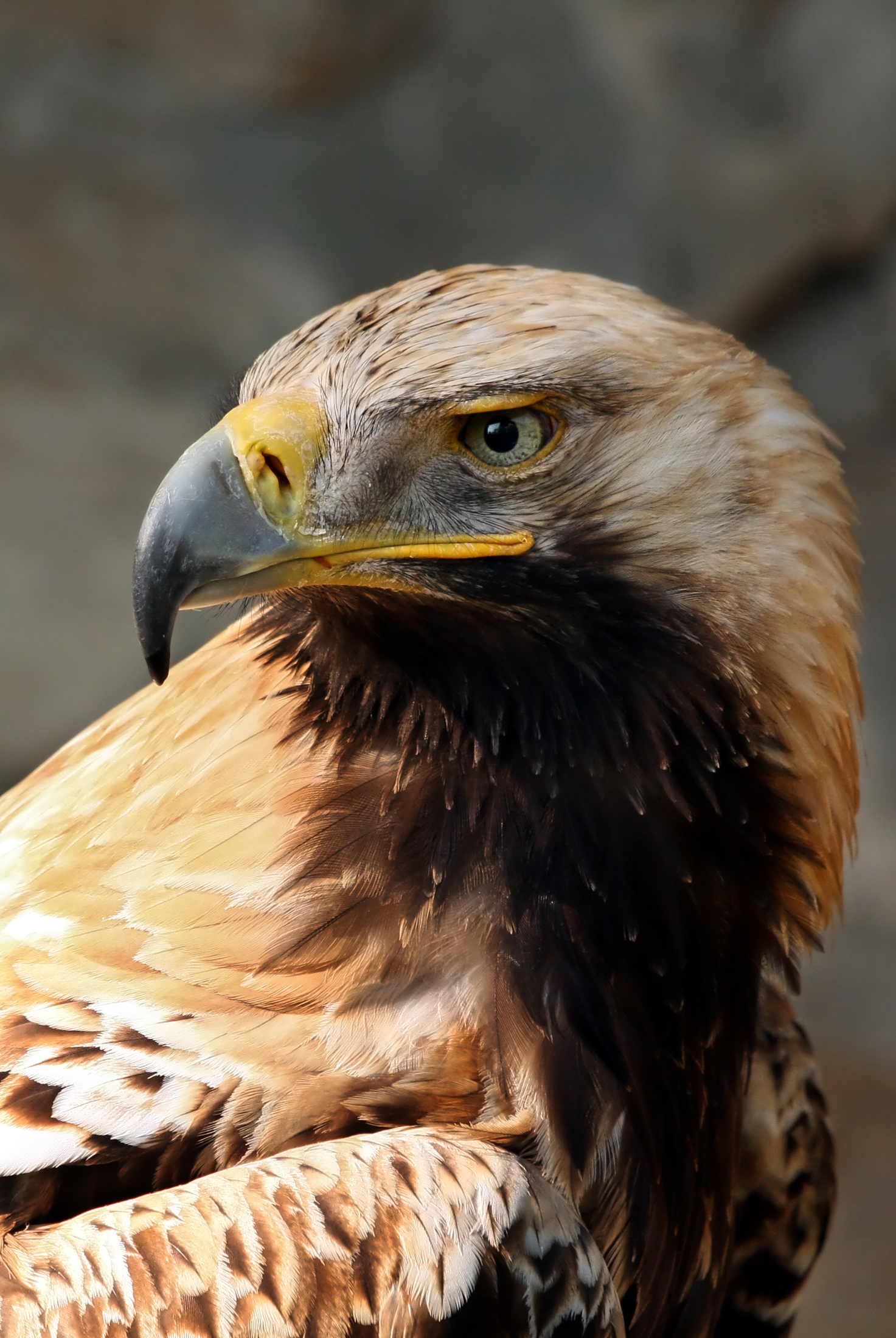
العقاب الملكية الشرقية

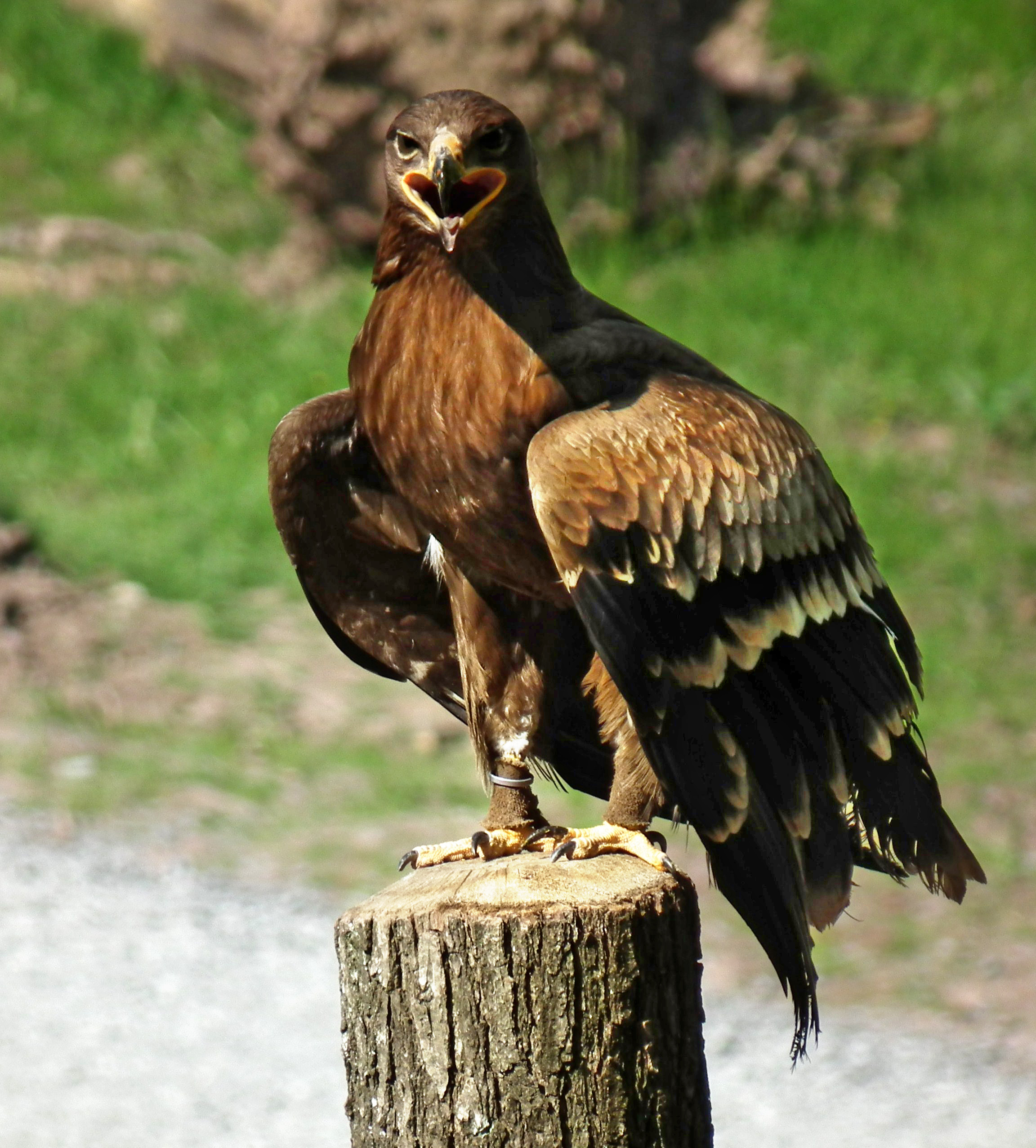
عقاب السهوب

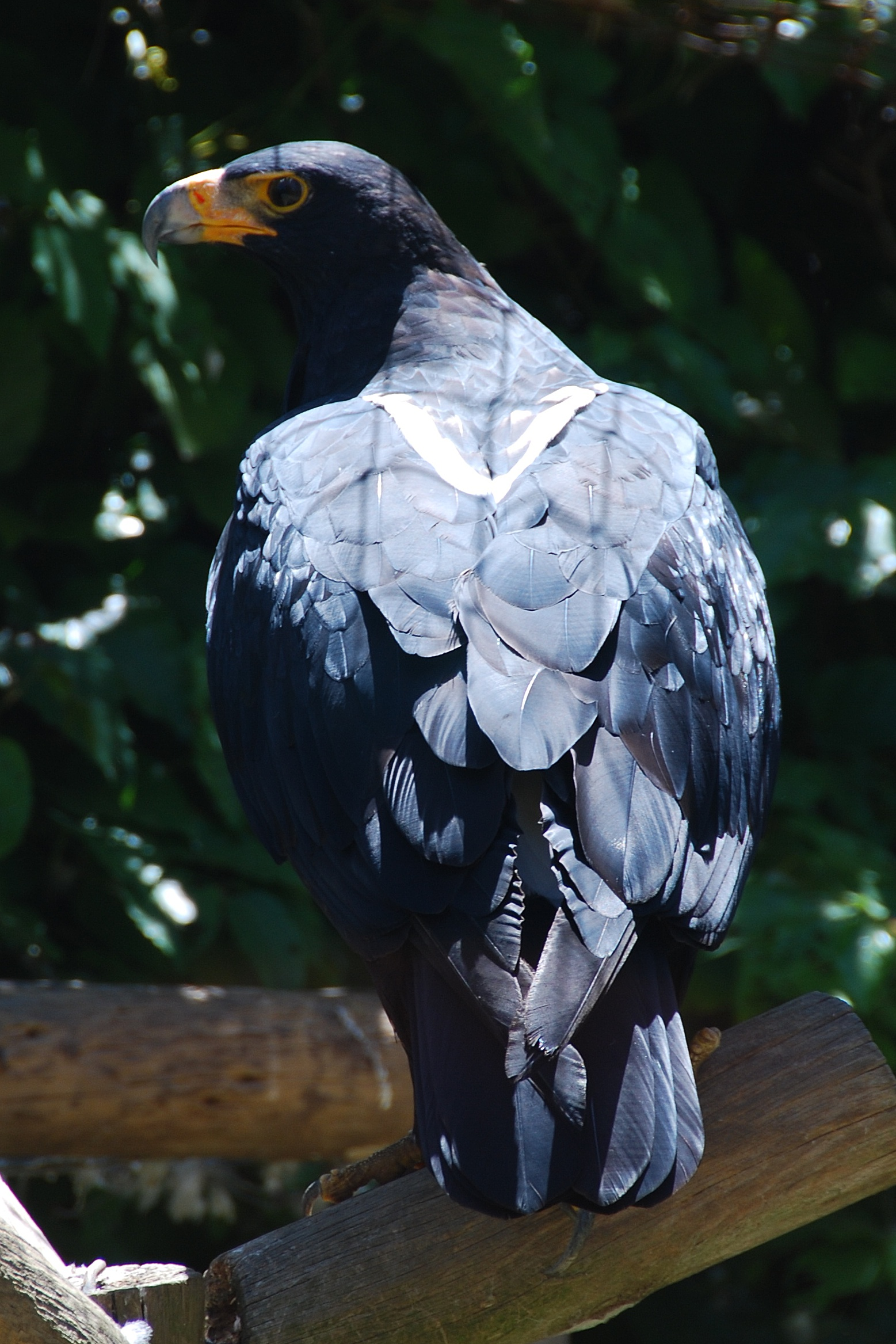
العقاب السوداء الإفريقية

هناك أكثر من واحد وسبعين نوعًا حيًَا و و نوع واحد منقرض من العقبان وهي:
الجنس Geranoaetus
- العقاب السقاوية سوداء الصدر (Geranoaetus melanoleucus).

الجنس Harpyhaliaetus
- العقاب المتوجة المنعزلة (Harpyhaliaetus coronatus).
- العقاب الجبلية المنعزلة (Harpyhaliaetus solitarius).

الجنس Morphnus
- العقاب ذات العرف (Morphnus guianensis).

الجنس Harpia
- العقاب الخطافة (Harpia harpyja).

الجنس Pithecophaga
- العقاب الفلبينية (Pithecophaga jefferyi).

الجنس Harpyopsis
- عقاب غينيا الجديدة (Harpyopsis novaeguineae).

الجنس Spizaetus
- العقاب السوداء والكستنائية (Spizaetus isidori).
- العقاب البازية السوداء (Spizaetus tyrannus).
- العقاب البازية المزينة (Spizaetus ornatus).
- العقاب البازية الأبيض والأسود (Spizaetus melanoleucus).

الجنس Nisaetus و تسمى بالأفياء
- العقاب البازية ذات العرف (Nisaetus cirrhatus).
- العقاب البازية الجبلية (Nisaetus nipalense).
- العقاب البازية السولاوسية (Nisaetus lanceolatus).
- العقاب البازية الفلبينية (Nisaetus philippensis).
- عقاب بليث البازية (Nisaetus alboniger).
- العقاب البازية الجاوية (Nisaetus bartelsi).
- العقاب البازي الفلوريسي (Nisaetus floris).
- عقاب والاس البازية (Nisaetus nanus).
- عقاب بنسكر البازية (Nisaetus pinskeri).
- عقاب ليف البازية(Nisaetus kelaarti).

الجنس Lophaetus
- العقاب ذات العرف الطويل (Lophaetus occipitalis).

الجنس Stephanoaetus
- العقاب المتوجة (Stephanoaetus coronatus).

الجنس Polemaetus
- العقاب المقاتلة (Polemaetus bellicosus).

الجنس Hieraaetus
- العقاب الصغير (Hieraaetus morphnoides).
- العقاب والبرغ (Hieraaetus wahlbergi)
- العقاب القزم (Hieraaetus weiskei)

الجنس Harpagornis (منقرض)
- عقاب هاآست (Harpagornis moorei).

الجنس Lophotriorchis
- العقاب البازية صهباء البطن (Lophotriorchis kienerii).

الجنس Aquila، وتسمى العقبان الحقيقية
- عقاب بونلي (Aquila fasciata).
- عقاب المنتعلة (Aquila pennata).
- العقاب الذهبية (Aquila chrysaetos).
- ملكة العقبان الشرقية (Aquila heliaca).
- ملكة العقبان الإسبانية (Aquila adalberti).
- عقاب السهوب (Aquila nipalensis).
- العقاب اللموع (Aquila rapax).
- العقاب المنقطة الكبرى (Aquila clanga).
- العقاب المنقط الصغرى (Aquila pomarina).
- العقاب المنقطة الهندية (Aquila hastata).
- العقاب السوداء الإفريقية (Aquila verreauxii).
- العقاب مستدقة الذيل (Aquila audax).
- عقاب غروناي (Aquila gurneyi).
- عقاب كاسين (Aquila africana).
- العقاب البازية الإفريقية (Aquila spilogaster).

الجنس Ictinaetus
- العقاب السوداء الآسيوية (Ictinaetus malayensis).

الجنس Haliaeetus، وتسمى عقبان البحر
- العقاب بيضاء الذيل (Haliaeetus albicilla).
- العقاب الرخماء (Haliaeetus leucocephalus).
- عقاب ستيلر البحرية (Haliaeetus pelagicus).
- عقاب السمك الإفريقية (Haliaeetus vocifer).
- العقاب بيضاء البطن (Haliaeetus leucogaster).
- عقاب سليمان (Haliaeetus sanfordi).
- عقاب السمك المدغشقرية (Haliaeetus vociferoides).
- عقاب السمك شريطية الذيل (Haliaeetus leucoryphus).
- عقاب السمك الصغرى (Haliaeetus humilis).
- عقاب السمك رمادية الرأس (Haliaeetus ichthyaetus).

الجنس Terathopius
- عقاب الحكيم (Terathopius ecaudatus).

جنس Circaetus و يسمى الصرارة
- صرارة (Circaetus gallicus).
- عقاب الحيات سوداء الصدر (Circaetus pectoralis).
- عقاب الحيات البنية (Circaetus cinereus)
- عقاب الحيات الجنوبية (Circaetus fasciolatus).
- عقاب الحيات الغربية (Circaetus cinerascens).
- عقاب الحيات لِبيودوين (Circaetus beaudouini).
- عقاب الحيات الكنغولية (Circaetus spectabilis).

الجنس Spilornis و يدعى بالنعبول
- العقاب الغدارة ذات العرف (Spilornis cheela).
- العقاب الغدارة الجبلية (Spilornis kinabaluensis).
- العقاب الغدارة الفلبينية (Spilornis holospilus).
- العقاب الغدارة الأندمانية (Spilornis elgini)
- العقاب الغدارة لنيكوبار الكبرى (Spilornis klossi).
- عقاب الغدارة السولاوسية (Spilornis rufipectus).

الجنس Eutriorchis
- العقاب الغدارة المدغشقرية (Eutriorchis astur).

## العقاب في الثقافة البشرية

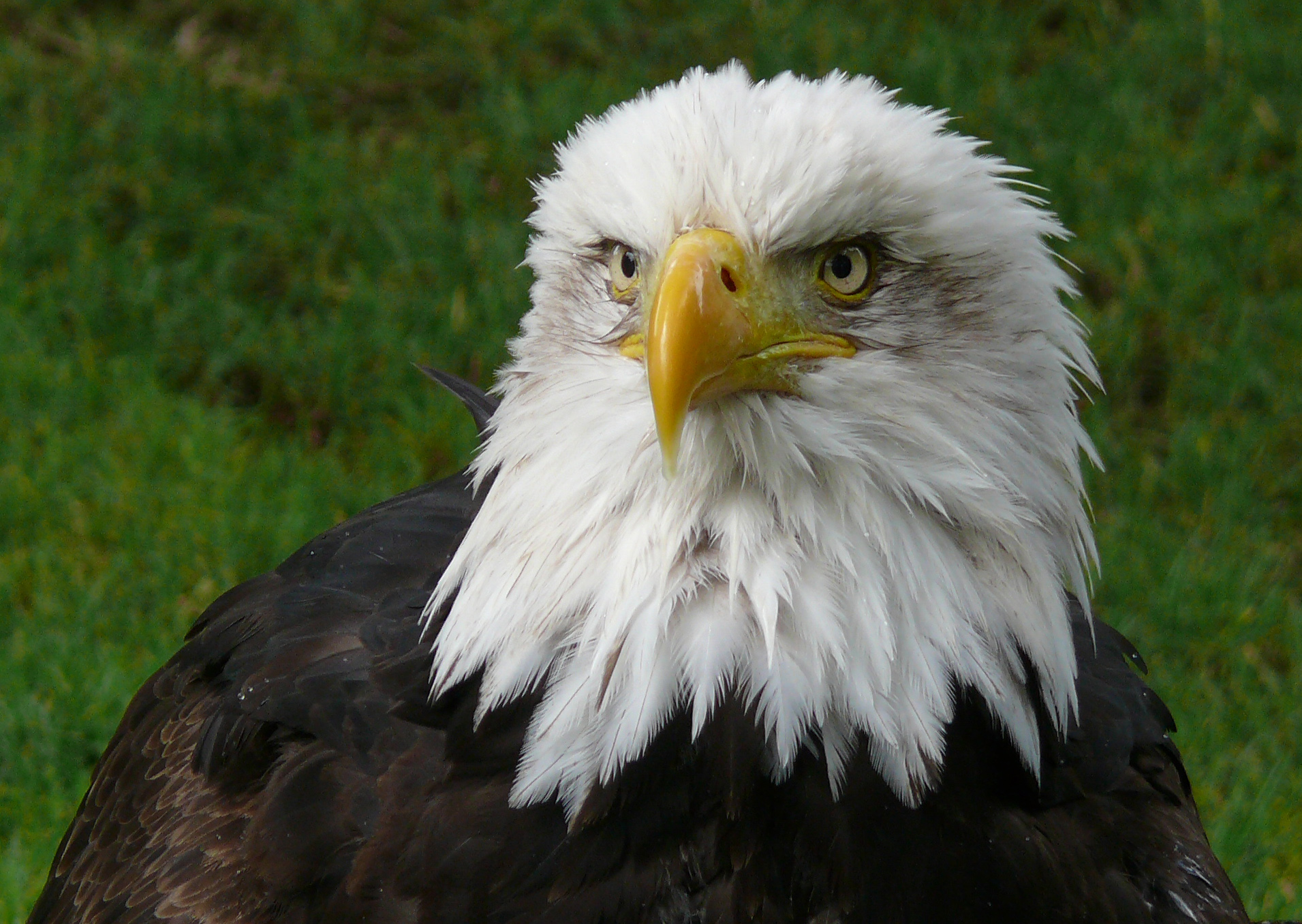
وجه عقاب رخماء.

شعار المكسيك: عقاب ذهبية تقف على نبات الصبار وتأكل ثعبانا

### العقاب عند العرب
تعتبر العقاب من الجوارح التي لها شرف ومكانة عند العرب، لأنها طائر قوي لا تأكل إلا من صيدها، وتنقض على طرائدها من أعلى، ولها نظر ثاقب يضرب به المثل فيقال (أحد من نظر العقاب). وهي تغلب الصقر في القوة، بل إن الصقر يفر منها في العادة لأنها تفوقه في الحجم وقوة البأس. كما أنه ترمز للقوة والشجاعة حيث أن العرب استخدموا اسم (عقاب) في مسمياتهم، فكانوا يتفاخرون بتسمية فخرائهم باسم (عقاب)، وذلك فخرًا ورمزًا للقوة والشجاعة التي شاهدوها في العقاب. ويعتبر طائر العُقَاب سيد الطيور، ومَلِكلها بلا منازع، فهي إذا حلقت في السماء لم تجرؤ طائرٌ على أن يحلّق معها، أو أن يطير من الأرض باتجاهها، وكانت العرب تسمّيه الكاسر، حيث إن هذا الطائر لا يأكلُ إلا مما صطادهُ، ولا يأكلُ إلا حيًا، ولا يأكلُ الميتةَ ولا الحشرات ولا الجيف «أي بقايا الطعام»، وإذا لم يجد ما يأكلهُ يبقى جائعًا، ومن سرعتهِ أنّه يصبح في العراق ويُمسي في اليمن.

### العقاب في شعارات الدول
كان لرسول الإسلام محمد راية تسمى راية العقاب، فقد أخرج الطبراني عن حديث ابن عباس: «أن رسول الله ﷺ كان من خلقه تسمية دوابه وسلاحه ومتاعه، فكان اسم رايته العقاب، واسم سيفه الذي يشهد به الحروب ذو الفقار، وكان له سيف آخر يقال له المخذم، وآخر يقال له الرسوب»
وتعتبر سورية أول دولة عربية تعتمد العقاب شعارًا لها ووفقًا للمرسوم رقم 158 تاريخ 6/3/1364هـ - 18/2/1945م والمنشور في الجريدة الرسمية: يتألف شعار الجمهورية السورية من ترس عربي في وسطه ثلاث نجوم هي نجوم العلم السوري ويحضن الترس عقاب مستمد من التاريخ العربي إذ كانت راية قريش في الجاهلية وراية خالد بن الوليد عند فتحه دمشق. ويحيط بالترس ثلاثة خطوط وفي أسفل الترس سنبلتان قمح يرمزان إلى محصول البلاد الأول وطابعها الزراعي، وقد أمسك العقاب بمخالبه شريطاً كتب عليه بالخط الكوفي «الجمهورية السورية» ، فمفهوم القومية العربية لم يكن قد تبلور بعد.
وفي عام 1984 تبنت مصر شعارًا جديدًا على العلم المصري وهي العقاب الذهبي التي تحمل درعًا بألوان العلم المصري. وتوجد العقاب أيضًا على أسوار قلعة صلاح الدين في القاهرة، والعقاب كانت أيضًا شعار صلاح الدين الأيوبي مؤسس الدولة الأيوبية.
كما يوجد رسم العقاب على شعارات كثير من الدول الأخرى، فهو يوجد على شعار سوريا وشعار ألبانيا وشعار أرمينيا وشعار النمسا وشعار التشيك وشعار ألمانيا وشعار غانا وشعار أيسلندا وشعار أندونيسيا وشعار المكسيك وشعار العراق، حيث يوجد رسم لعقاب صلاح الدين على شعار العراق، وعلى شعارات كثير من الدول الأخرى.
أما تاريخيًا، فقد استخدم نابليون العقاب الذهبية الرومانية رمزًا لامبراطوريته الفرنسية الجديدة، كما كانت العقاب رمز جيش الامبراطورية الفارسية قديمًا (الأخمينيون)، كما يقال أن رمز الدولة العثمانية كان عقابًا ذات رأسين.